# Manoir de Wahlstorf
Le manoir de Wahlstorf (Herrenhaus Wahlstorf) est la maison seigneuriale du domaine de Wahlstorf situé dans la région dite de la Suisse du Holstein, entre Preetz et Plön dans l'État du Schleswig-Holstein en Allemagne septentrionale. Il fait partie de la commune rurale de Wahlstorf traversée par la Schwentine.

## Histoire
Le manoir actuel repose sur les fondations d'un ancien Wasserburg construit pour Detlev von Thienen en 1469. Il a été construit en 1704 pour Wulf Heinrich von Thienen, les douves ayant déjà été comblées au début du XVIIe siècle. On aperçoit au loin la Schwentine au sud du jardin.
Le manoir se présente sous la forme d'un petit château de briques avec trois petits avant-corps en milieu de façade, dont les deux de chaque côté sont surmontés chacun d'un fronton triangulaire, donnant l'impression de loin de deux tourelles, tandis que celui du milieu, légèrement en retrait par rapport à ces derniers, s'ouvre sur l'entrée d'honneur. On y accède par une longue allée de tilleuls.

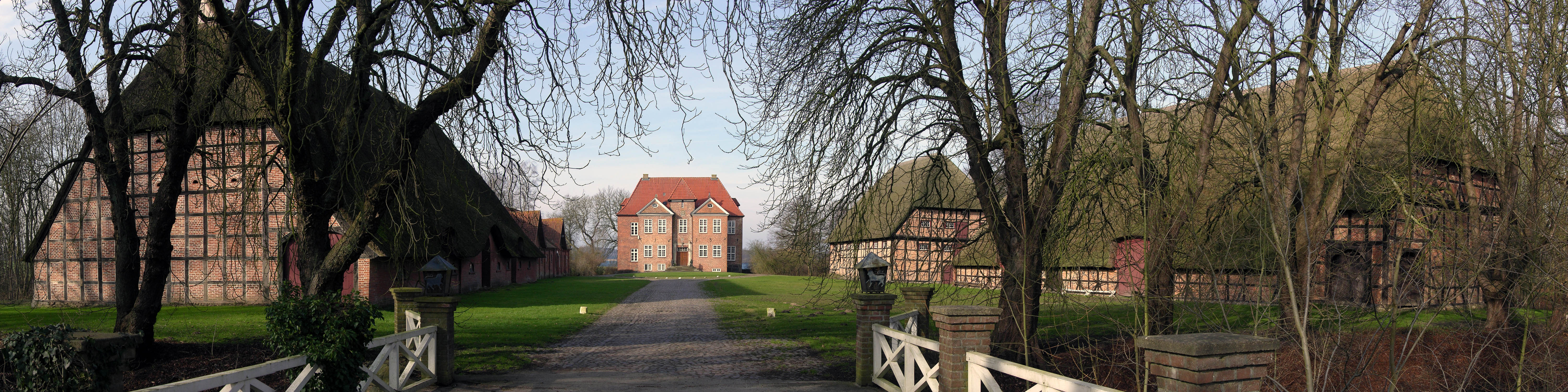
Vue du manoir de Wahlstorf

Les bâtiments de ferme et les communs de chaque côté de l'allée centrale sont remarquables et typiques de l'architecture rurale du nord du Holstein. Ils ont été construits au XVIIIe et au XIXe siècle.
Le manoir et ses terres, toujours exploitées, appartiennent aujourd'hui à une fondation. Le domaine est entré par mariage en 1788 dans la famille von Plessen. L'explorateur de la Malaisie, le baron Victor von Plessen (1900-1980) y a laissé ses collections.